# معاوية مكلوش
معاوية مكلوش (من مواليد 3 نوفمبر 1990) هو لاعب كرة قدم جزائري يلعب كلاعب وسط لمولودية الجزائر في الرابطة الجزائرية المحترفة الأولى، على سبيل الإعارة من اتحاد العاصمة الجزائري.

## المسيرة الدولية
في 29 سبتمبر 2010، استدعي مكلوش للمنتخب الجزائري تحت 23 سنة من قبل المدير الفني عز الدين أيت جودي لمباراة ودية ضد قطر. في نوفمبر 2010، استدعي ه مرة أخرى لمباراة ودية ضد تونس. كان أيضًا عضوًا في الفريق لبطولة UNAF U-23 لعام 2010.

## روابط خارجية
- معاوية مكلوش على موقع قاعدة بيانات كرة القدم.إي يو (الإنجليزية)
- معاوية مكلوش على موقع Soccerway.com (الإنجليزية)